# Wilhelm Berndt (Mediziner)
Karl Friedrich Wilhelm Berndt (* 2. August 1889 in Hamburg; † 16. Mai 1945 in Marne) war ein deutscher Mediziner und leitender Arzt im SS-Sanitätswesen, zuletzt im Rang eines SS-Brigadeführers und Generalmajors der Waffen-SS.

## Leben
Berndt studierte nach dem Ende seiner Schullaufbahn zunächst drei Semester Naturwissenschaften in Berlin und absolvierte anschließend ein Medizinstudium in Berlin, Greifswald und für drei Monate an einer britischen Universität, welches er Ende Juni 1914 abschloss. Als Medizinalpraktikant in Gießen erhielt er bei Ausbruch des Ersten Weltkrieges die Notapprobation und war als Truppenarzt beim Infanterieregiment 81 durchgehend Kriegsteilnehmer. Für seinen Dienst in diesem Krieg wurde er mit dem eisernen Kreuz 2. und 1. Klasse, dem Hamburger Hanseatenkreuz sowie, nach der Stiftung der Auszeichnung, dem Ehrenkreuz für Frontkämpfer ausgezeichnet. Nach Kriegsende wurde Berndt mit dem Dienstgrad Oberarzt der Reserve aus der Armee entlassen. Ab Mitte Januar 1919 war er als Assistenzarzt am Paul-Gerhardt-Stift-Krankenhaus in Hamburg tätig und wurde im selben Jahr an der Universität Berlin zum Dr. med. promoviert. Ab Februar 1920, dem Jahr seiner Eheschließung, praktizierte er als niedergelassener Allgemeinmediziner in Hamburg.
Nach der Machtergreifung der Nationalsozialisten trat er Anfang November 1933 der SS bei (SS-Nummer 229.196). Des Weiteren gehörte er dem NS-Ärztebund und dem Lebensborn an. Zum 1. Mai 1937 trat er der NSDAP bei (Mitgliedsnummer 4.054.776).
Ab Herbst 1938 gehörte Berndt als SS-Hauptsturmführer der 2. Sanitätsstaffel der SS-Totenkopfstandarte II Brandenburg an und war von Anfang Februar 1939 für wenige Wochen SS-Standortarzt und Truppenarzt im KZ Sachsenhausen. Der Sachsenhausen überlebende Häftling Hans Reichwein machte Berndt für falsch ausgestellte Totenscheine und das Wissen um Häftlingsmisshandlungen verantwortlich. Am 6. März 1939 wurde er als Truppenarzt zur SS-Standarte Germania kommandiert und als Standortarzt der SS-Verfügungstruppe in Hamburg eingesetzt.
Mit Beginn des Zweiten Weltkrieges war er im September 1939 als Regimentsarzt seiner SS-Einheit im Gefolge der 14. Armee am Überfall auf Polen beteiligt. Angehörige der SS-Standarte Germania waren mitverantwortlich für Judenmorde. Im Frühjahr 1941 wurde er in Krakau Leitender Arzt beim Befehlshaber der Waffen-SS Ost und wenige Wochen später beim Befehlshaber der Waffen-SS Nord. Mit der später als 6. SS-Gebirgs-Division „Nord“ bezeichneten Einheit der Waffen-SS nahm er an der Polarfront am Deutsch-Sowjetischen Krieg teil.
Im März 1942 wurde er zur Dienstleistung in das SS-Sanitätsamt versetzt und war anfangs Hauptabteilungsleiter der Abteilung I. Im Zuge der Umstrukturierung dieses Amtes wurde er mit der Leitung des Amtes XIII (Truppenärztlicher Dienst) betraut. Er war Stellvertreter des Amtsleiters Karl Genzken. Anfang Mai 1943 wechselte er als leitender Arzt in das von Gottlob Berger geführte SS-Hauptamt, wo er bis zum Kriegsende tätig war. Im November 1944 wurde er zum SS-Brigadeführer und Generalmajor der Waffen-SS befördert. Berndt starb einige Tage nach der Kapitulation der Wehrmacht im Marinelazarett in Marne.